# Johan Jakobsson
Johan Mikael Jakobsson (Gotemburgo, 12 de fevereiro de 1987) é um handebolista profissional sueco, medalhista olímpico.
Ele participou da Seleção Sueca, que conquistou a medalha de prata nos Londres 2012.